# Bleeding Gods
Bleeding Gods ist eine niederländische Death- und Thrash-Metal-Band, die 2012 gegründet wurde.

## Geschichte
Nachdem er 2012 die Band Houwitser verlassen hatte, gründete Ramon Ploeg gegen Ende des Jahres Bleeding Gods. Er begann mit den Arbeiten zu einem ersten Demo. Nachdem die Vorproduktion hierfür beendet war, kontaktierte er verschiedene Musiker, die er von verschiedenen Festivals, Clubauftritten und Touren der vergangenen Jahre kannte oder die Freunde oder Bekannte von ihm waren, welche die Besetzung von Bleeding Gods ergänzten. Nach ein paar Proben Anfang 2013 wurde Anfang April die EP Blood Symphony, die vier Lieder enthält, aufgenommen. Im September 2014 folgten die Aufnahmen zum Debütalbum Shepherd of Souls im deutschen Soundlodge Studio mit dem Produzenten Jörg Uken. 2014 unterzeichnete die Band einen Plattenvertrag bei dem italienischen Label Punishment 18 Records, wo u. a. auch Inverno und Nuclear Aggressor unter Vertrag stehen.

## Stil
Laut Danny Sanderson von metal-temple.com kombiniert die Band auf Shepherd of Souls Thrash- mit Death-Metal. Je Lied tendiere die Gruppe dabei einmal stärker zu dem einen oder dem anderen Subgenre. Aleksandr „Antichrist“ Maksymov von deadcenter666.com ordnete das Album dem Death Metal zu und merkte an, dass die Thrash-Metal-Anteile nur gering seien. Der Klang sei verdreht und treibend, die Geschwindigkeit hoch, wobei die Gruppe auch von Tempowechseln Gebrauch mache, die Geschwindigkeit des Schlagzeugs sei meist ebenfalls hoch und der Gesang aggressiv.

## Diskografie
- 2013: Blood Symphony (EP, Eigenveröffentlichung)
- 2015: Shepherd of Souls (Album, Punishment 18 Records)
- 2018: Dodekathlon (Album, Nuclear Blast)